# Ed Conlin
Edward James "Ed" Conlin (Brooklyn, Nueva York, 2 de septiembre de 1933-21 de septiembre de 2012) fue un jugador de baloncesto estadounidense que disputó 7 temporadas en la NBA. Con 1,96 metros de estatura, jugaba en la posición de alero. Fue además entrenador de los Fordham Rams durante dos temporadas.

## Trayectoria deportiva

### Universidad
Jugó durante cuatro temporadas con los Rams de la Universidad de Fordham, donde acabó siendo el máximo anotador (1.886 puntos) y reboteador (1.930 rebotes) de la historia del equipo. En total promedió 18,2 puntos y 18,6 rebotes por encuentro. Ganó en sus dos últimas temporadas el Haggerty Award, que premia al mejor jugador del área metropolitana de Nueva York. Su camiseta con el número 11 fue retirada como homenaje en 2003.

### Profesional
Fue elegido en la séptima posición del Draft de la NBA de 1955 por Syracuse Nationals, equipo en el cual se ganó el puesto de titular en su segunda temporada, la 1956-57, en la que acabó como segundo máximo anotador del equipo, tras Dolph Schayes, con 13,4 puntos por partido. Al año siguiente completaría su mejkor campaña como profesional, acabando el año con 15,0 puntos y 7,3 rebotes por noche.
El 3 de febrero, mediada la temporada 1958-59 fue traspasado a Detroit Pistons a cambio de George Yardley, donde jugó año y medio, todavía con unas buenas cifras, pasando de los 10 puntos por encuentro. En 1960 es traspasado de nuevo, esta vez a St. Louis Hawks a cambio de Bob Ferry, cediendo sus derechos a Philadelphia Warriors, donde coincidió con jugadores de la talla de Wilt Chamberlain o Paul Arizin, asumiendo su papel de suplente. Jugó dos años con los Warriors antes de retirarse, con 28 años. En sus 7 temporadas como profesional promedió 10,1 puntos, 4,8 rebotes y 2,0 asistencias por partido.

## Estadísticas de su carrera en la NBA

### Temporada regular
| Temporada | Edad | Equipo                | Liga | P   | TIT | MIN  | TC  | TCA  | %TC  | 3P | 3PA | %3P | TL  | TLA | %TL  | R.OF. | R.DEF. | REB | ASIS | ROB | TAP | PER | FP  | PTS  |
| 1955-56   | 22   | Syracuse Nationals    | NBA  | 66  |     | 21.6 | 3.2 | 8.7  | .368 |    |     |     | 1.8 | 2.7 | .680 |       |        | 4.9 | 2.2  |     |     |     | 1.8 | 8.2  |
| 1956-57   | 23   | Syracuse Nationals    | NBA  | 71  |     | 31.7 | 4.7 | 12.6 | .374 |    |     |     | 4.0 | 5.2 | .769 |       |        | 6.1 | 2.9  |     |     |     | 2.4 | 13.4 |
| 1957-58   | 24   | Syracuse Nationals    | NBA  | 60  |     | 31.2 | 5.7 | 14.6 | .391 |    |     |     | 3.6 | 4.5 | .796 |       |        | 7.3 | 2.2  |     |     |     | 2.8 | 15.0 |
| 1958-59   | 25   | TOTAL                 | NBA  | 72  |     | 27.2 | 4.6 | 12.4 | .369 |    |     |     | 2.7 | 3.8 | .719 |       |        | 5.5 | 1.8  |     |     |     | 2.6 | 11.9 |
| 1958-59   | 25   | Syracuse Nationals    | NBA  | 57  |     | 28.1 | 4.6 | 12.6 | .365 |    |     |     | 2.7 | 3.7 | .739 |       |        | 5.3 | 2.0  |     |     |     | 2.7 | 11.9 |
| 1958-59   | 25   | Detroit Pistons       | NBA  | 15  |     | 23.6 | 4.5 | 11.7 | .389 |    |     |     | 2.7 | 4.2 | .651 |       |        | 6.1 | 1.1  |     |     |     | 2.1 | 11.8 |
| 1959-60   | 26   | Detroit Pistons       | NBA  | 70  |     | 23.4 | 4.3 | 11.9 | .361 |    |     |     | 2.6 | 3.4 | .761 |       |        | 4.9 | 1.8  |     |     |     | 2.3 | 11.2 |
| 1960-61   | 27   | Philadelphia Warriors | NBA  | 77  |     | 16.8 | 2.8 | 7.8  | .361 |    |     |     | 1.4 | 1.8 | .748 |       |        | 3.4 | 1.6  |     |     |     | 2.0 | 7.0  |
| 1961-62   | 28   | Philadelphia Warriors | NBA  | 70  |     | 13.8 | 1.8 | 5.3  | .345 |    |     |     | 0.9 | 1.3 | .742 |       |        | 2.2 | 1.2  |     |     |     | 1.7 | 4.6  |
| Total     |      |                       | NBA  | 486 |     | 23.4 | 3.8 | 10.4 | .370 |    |     |     | 2.4 | 3.2 | .750 |       |        | 4.8 | 2.0  |     |     |     | 2.2 | 10.1 |

### Playoffs
| Temp.   | Edad | Equipo                | Liga | P  | MIN | TCA | TC  | 3PA | 3P | TLA | TL | R.OF. | REB | ASIS | ROB | TAP | PER | FP | PTS | %TC  | %3P | %FT   | MIN  | PTS  | REB | AST |
| 1955-56 | 22   | Syracuse Nationals    | NBA  | 8  | 197 | 31  | 85  |     |    | 22  | 38 |       | 47  | 9    |     |     |     | 14 | 84  | .365 |     | .579  | 24.6 | 10.5 | 5.9 | 1.1 |
| 1956-57 | 23   | Syracuse Nationals    | NBA  | 5  | 164 | 28  | 71  |     |    | 21  | 27 |       | 17  | 15   |     |     |     | 11 | 77  | .394 |     | .778  | 32.8 | 15.4 | 3.4 | 3.0 |
| 1957-58 | 24   | Syracuse Nationals    | NBA  | 3  | 113 | 14  | 45  |     |    | 5   | 7  |       | 21  | 4    |     |     |     | 10 | 33  | .311 |     | .714  | 37.7 | 11.0 | 7.0 | 1.3 |
| 1958-59 | 25   | Detroit Pistons       | NBA  | 3  | 43  | 4   | 16  |     |    | 2   | 4  |       | 7   | 4    |     |     |     | 5  | 10  | .250 |     | .500  | 14.3 | 3.3  | 2.3 | 1.3 |
| 1959-60 | 26   | Detroit Pistons       | NBA  | 2  | 20  | 3   | 10  |     |    | 2   | 2  |       | 4   | 0    |     |     |     | 2  | 8   | .300 |     | 1.000 | 10.0 | 4.0  | 2.0 | 0.0 |
| 1960-61 | 27   | Philadelphia Warriors | NBA  | 3  | 42  | 5   | 17  |     |    | 5   | 5  |       | 4   | 4    |     |     |     | 4  | 15  | .294 |     | 1.000 | 14.0 | 5.0  | 1.3 | 1.3 |
| 1961-62 | 28   | Philadelphia Warriors | NBA  | 11 | 86  | 9   | 45  |     |    | 8   | 13 |       | 20  | 3    |     |     |     | 14 | 26  | .200 |     | .615  | 7.8  | 2.4  | 1.8 | 0.3 |
| Total   |      |                       | NBA  | 35 | 665 | 94  | 289 |     |    | 65  | 96 |       | 120 | 39   |     |     |     | 60 | 253 | .325 |     | .677  | 19.0 | 7.2  | 3.4 | 1.1 |